# シンキング・バウト・アス
「シンキング・バウト・アス」 (Thinking 'Bout Us)は、オーストラリアの歌手ダニー・ミノーグの楽曲で、2024年2月2日に発売された。曲はデヴィッド・ニコラス・ムスメーチ、アントニオ・フランシスコ・エジツィー、ブレット・オースティンによって書き上げられ、オーストラリア人のプロデューサーであるオートンによってプロデュースされた。

## 背景と解説
ダニーは2023年にホストを務めたリアリティ番組『アイ・キスド・ア・ボーイ』のために6年ぶりの新曲「ウィー・クッド・ビー・ザ・ワン」を発表した。「シンキング・バウト・アス」はそれに続く楽曲である。ダニーはこの楽曲でオートンと初めて組み、オートンについて「新しい才能を紹介できるのが嬉しいし、彼がこの曲をクラブでかけるのを見るのが待ちきれない」と語った。
オートンにとっては初めてのオリジナル曲であり、楽曲について「自分の子供のようだ」と語った。

## ミュージック・ビデオ
ミュージック・ビデオでは「ラヴ&キッス」「オール・アイ・ワナ・ドゥ」「アイ・ビギン・トゥ・ワンダー」といった過去の自身のヒット曲のビデオの印象的な場面を自ら再現している。

## 収録曲
- UK VIP Mix

1. "Thinking 'Bout Us" (UK VIP Mix)
2. "Thinking 'Bout Us"

- Remixes

1. "Thinking 'Bout Us" (Random Soul Remix)
2. "Thinking 'Bout Us" (Luv Foundation & Soul Seekerz Remix)
3. "Thinking 'Bout Us" (Extended Mix)
4. "Thinking 'Bout Us" (UK VIP Extended Mix)
5. "Thinking 'Bout Us" (Random Soul Extended Mix)
6. "Thinking 'Bout Us" (Luv Foundation & Soul Seekerz Extended Mix)
7. "Thinking 'Bout Us" (Until Dawn Remix)